# Wojska Polskiego (Gliwice)
Wojska Polskiego – dzielnica miasta Gliwice od lutego 2008 roku.

## Informacje ogólne
Na terenie dzielnicy znajduje się duże osiedle mieszkaniowe Wojska Polskiego, Centrum Handlowe Arena oraz Jednostka Wojskowa AGAT im. gen. dyw. Stefana Roweckiego Grota.

## Edukacja
Przedszkola:
- Przedszkole Miejskie nr 5 Tęcza

Szkoły podstawowe:
- Szkoła Podstawowa nr 1

Licea ogólnokształcące:
- IV Liceum Ogólnokształcące w Zespole Szkół Ogólnokształcących nr 1

## Kościoły i kaplice
Kościoły rzymskokatolickie:
- Kościół Podwyższenia Krzyża Świętego
- Kościół Wniebowzięcia NMP

## Cmentarze
- Cmentarz Centralny – główny cmentarz w Gliwicach, powstały w 1924 roku.

## Turystyka
Przez osiedle przebiega następujący szlak turystyczny:
- – Szlak Powstańców Śląskich

## Galeria

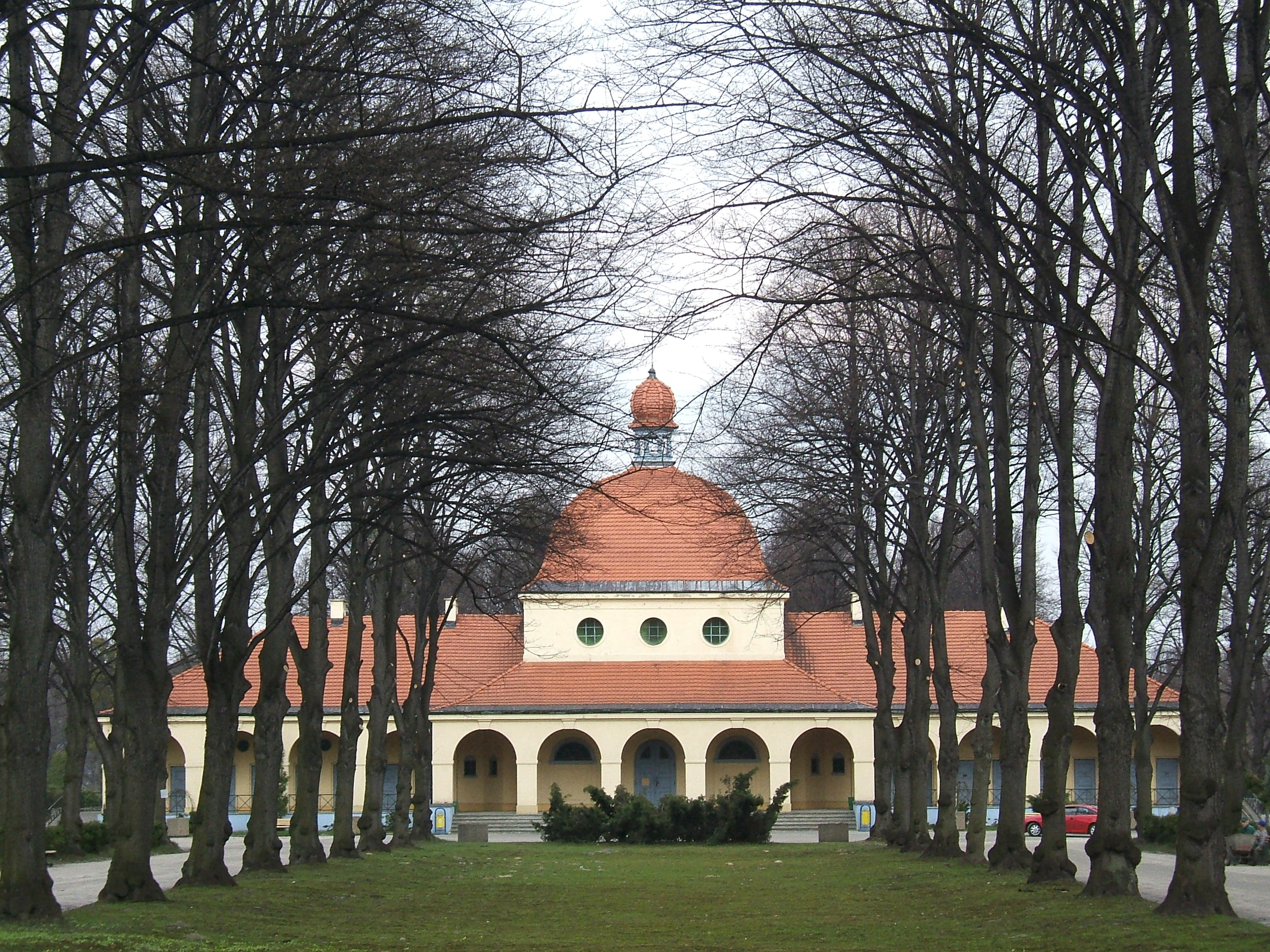
Wojska Polskiego – dom przedpogrzebowy na cmentarzu Centralnym
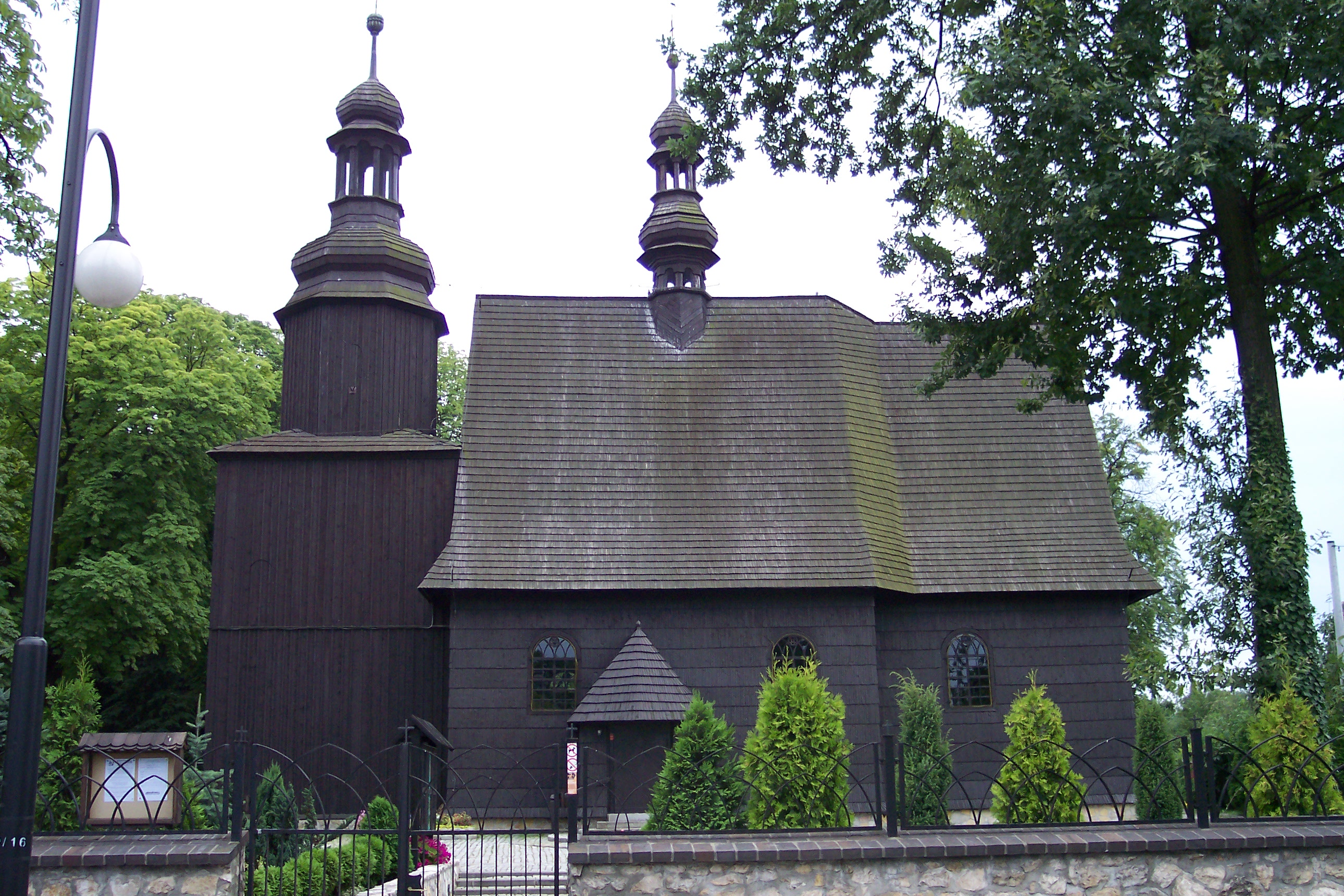
Wojska Polskiego – drewniany kościółek Wniebowzięcia NMP